# Dorothée-Charlotte de Brandebourg-Ansbach
Dorothée-Charlotte de Brandebourg-Ansbach (28 novembre 1661, Ansbach 15 novembre 1705, Darmstadt) est une noble allemande devenue par son mariage avec Ernest Louis de Hesse-Darmstadt, Landgravine consort de Hesse-Darmstadt. 

## Biographie
Dorothée-Charlotte est la fille d'Albert II de Brandebourg-Ansbach (1620-1667), de son second mariage avec Sophie-Marguerite d'Oettingen-Oettingen (1634-1664), fille de Joachim-Ernest d'Oettingen-Oettingen.
Le 1er décembre 1687 elle épouse Ernest Louis, Landgrave de Hesse-Darmstadt. Il est sous la tutelle de sa mère, Élisabeth-Dorothée de Saxe-Gotha, jusqu'en 1688.
Dorothée-Charlotte est une piétiste et exerce une certaine influence sur les affaires de l'état en faveur des piétistes dans les premières années de son mariage. En collaboration avec Philipp Jacob Spener, elle promeut le piétisme, à la cour et à l'Université locale. Après sa mort, Ernest-Louis s'est retourné contre le piétisme.
Elle meurt en 1705, et est enterrée dans l'Église de la Ville de Darmstadt.

## Descendance
Elle a cinq enfants :
- Dorothée-Sophie (1689-1723), épouse en 1710 le comte Jean-Frédéric de Hohenlohe-Öhringen ;
- Louis VIII (1691-1768), landgrave de Hesse-Darmstadt ;
- Charles-Guillaume de Hesse-Darmstadt (1693-1707) ;
- François-Ernest de Hesse-Darmstadt (1695-1717) ;
- Frédérique-Charlotte de Hesse-Darmstadt (1698-1777), épouse en 1720 Maximilien de Hesse-Cassel.